# Chimeras
Pour les articles homonymes, voir Chimera.
Chimeras est un album de John Zorn qui comprend une seule œuvre datée de 2001, Chimeras. Paru en 2003 chez Tzadik dans la série Composer consacrée à la musique classique contemporaine, il a été réédité dans une version révisée en 2010 avec le sous-titre a child’s adventures in the realms of the unreal. Inspiré de Henry Darger, Lewis Carroll, Unica Zürn et par le Pierrot lunaire de Schoenberg, l'œuvre est écrite pour le même type d'ensemble plus percussions. La version définitive de 2010 a été redécoupée, remasterisée et un court postlude a été ajouté. John Zorn a utilisé pour cette composition une technique inspirée de Georges Perec et des lipogrammes; ainsi chaque partie évite une tonalité en particulier.

## Titres
| Édition 2003 | Édition 2003 | Édition 2003 | Édition 2003 | Édition 2003 | Édition 2003 | Édition 2003 | Édition 2003 | Édition 2003 | Édition 2003 |
| No           | Titre        | Durée        |              |              |              |              |              |              |              |
| ------------ | ------------ | ------------ | ------------ | ------------ | ------------ | ------------ | ------------ | ------------ | ------------ |
| 1.           | One          | 0:55         |              |              |              |              |              |              |              |
| 2.           | Two          | 2:42         |              |              |              |              |              |              |              |
| 3.           | Three        | 2:55         |              |              |              |              |              |              |              |
| 4.           | Four         | 2:06         |              |              |              |              |              |              |              |
| 5.           | Five         | 1:45         |              |              |              |              |              |              |              |
| 6.           | Six          | 2:08         |              |              |              |              |              |              |              |
| 7.           | Seven        | 4:39         |              |              |              |              |              |              |              |
| 8.           | Eight        | 3:19         |              |              |              |              |              |              |              |
| 9.           | Nine         | 2:46         |              |              |              |              |              |              |              |
| 10.          | Ten          | 2:54         |              |              |              |              |              |              |              |
| 11.          | Interlude    | 1:24         |              |              |              |              |              |              |              |
| 12.          | Eleven       | 3:18         |              |              |              |              |              |              |              |
| 13.          | Twelve       | 2:51         |              |              |              |              |              |              |              |
| 33:42        |              |              |              |              |              |              |              |              |              |

| Édition 2010 | Édition 2010 | Édition 2010 | Édition 2010 | Édition 2010 | Édition 2010 | Édition 2010 | Édition 2010 | Édition 2010 | Édition 2010 |
| No           | Titre        | Durée        |              |              |              |              |              |              |              |
| ------------ | ------------ | ------------ | ------------ | ------------ | ------------ | ------------ | ------------ | ------------ | ------------ |
|              | Book One     |              |              |              |              |              |              |              |              |
| 1.           | One          | 1:51         |              |              |              |              |              |              |              |
| 2.           | Two          | 2:42         |              |              |              |              |              |              |              |
| 3.           | Three        | 2:05         |              |              |              |              |              |              |              |
| 4.           | Interlude    | 1:24         |              |              |              |              |              |              |              |
| 5.           | Four         | 3:16         |              |              |              |              |              |              |              |
| 6.           | Five         | 4:16         |              |              |              |              |              |              |              |
| 7.           | Six          | 3:11         |              |              |              |              |              |              |              |
| 8.           | Seven        | 2:49         |              |              |              |              |              |              |              |
|              | Book Two     |              |              |              |              |              |              |              |              |
| 9.           | Eight        | 2:39         |              |              |              |              |              |              |              |
| 10.          | Nine         | 0:56         |              |              |              |              |              |              |              |
| 11.          | Ten          | 2:54         |              |              |              |              |              |              |              |
| 12.          | Eleven       | 1:44         |              |              |              |              |              |              |              |
| 13.          | Twelve       | 2:56         |              |              |              |              |              |              |              |
| 14.          | Postlude     | 0:16         |              |              |              |              |              |              |              |
| 32:59        |              |              |              |              |              |              |              |              |              |

## Personnel
- Jennifer Choi - violon
- Ilana Davidson - voix
- Stephen Drury - piano, orgue, célesta
- Elizabeth Farnum - voix
- Michael Lowenstern - clarinette, clarinette basse
- Tara O'Connor - piccolo, flute, flute alto, flute basse
- Fred Sherry - violoncelle
- William Winant - percussion
- Brad Lubman - chef d'orchestre